# Lacus Pastorum
Il Lacus Pastorum (fonte dei pastori) era una fontana dell'antica Roma ubicata, secondo i cataloghi regionari, nella Regio III Isis et Serapis.
Di essa non si conserva nulla.
Probabilmente si trovava a sud delle Terme di Traiano e a est dell'Anfiteatro Flavio, tra questo e la chiesa di San Clemente.